# پل کلوین
پل کلوین گونهٔ اصلاح شده‌ای از پل ویتستون است. منظور از این اصلاح حذف آثار مقاومت‌های سیم‌ها و اتصالات هنگام اندازه‌گیری مقاومت‌های مجهول کوچک است.

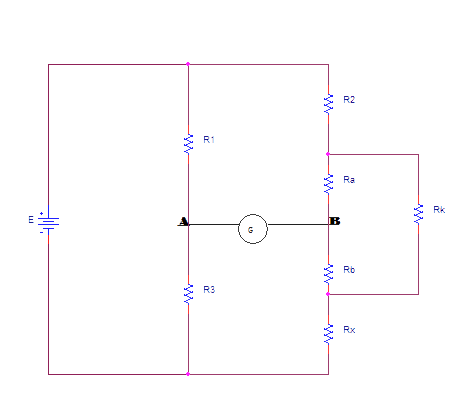
شمای مداری پل کلوین

با استفاده از پل کلوین می‌توان مقاومت‌هایی رد گسترهٔ ۱ اهم تا ۱ میکرواهم را با دقت بالا اندازه گرفت.

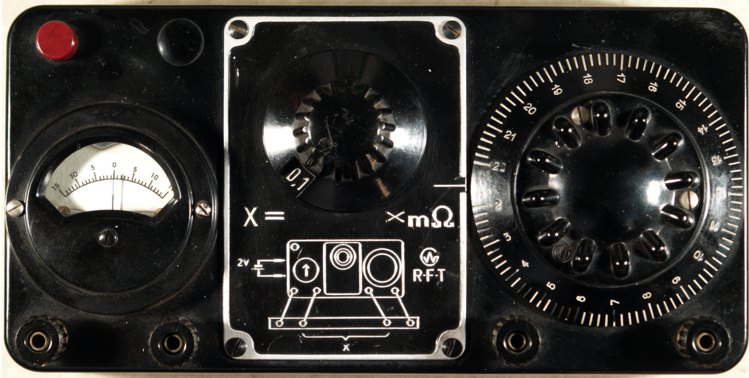
یک نمونه از پل کلوین تجاری

## کاربرد
استفاده از این پل کار بسیارآسانی است، فقط کافی است از روابط زیر استفاده شود تا مقاومت مجهول بدست آید.
{\displaystyle {\frac {Rx}{R2}}={\frac {R3}{R1}}={\frac {Rb}{Ra}}}